# Hyalocamposporium acutum
Hyalocamposporium acutum är en svampart som beskrevs av Révay & J. Gönczöl 2007. Hyalocamposporium acutum ingår i släktet Hyalocamposporium, divisionen sporsäcksvampar och riket svampar.   Inga underarter finns listade i Catalogue of Life.